# Meseta de Adrar
Adrar (en tifinagh: ⴰⴷⵔⴰⵔ, significa literalmente montaña) es una meseta de una región natural e histórica, situada a unos 500 m s. n. m. en el desierto del Sáhara, comprendida dentro de los límites de la actual Adrar en Mauritania. Está formada por cañones, desiertos de rocas y campos de dunas.
Adrar estuvo densamente poblada durante el Neolítico. Muchos yacimientos arqueológicos de aquella época se conservan bien gracias a las condiciones de aridez. Entre ellos destacan varios crómlechs y la ciudad de Azougui, fechada en las postrimetrías del Neolítico. Actualmente está escasamente habitado. La mayoría de su población se concentra en Atar. Cerca de su extremo sur se localiza la ciudad de Uadane, declarada Patrimonio de la Humanidad, así como el singular accidente geográfico denominado Estructura de Richat.
Este territorio fue reclamado por España a fines del siglo XIX tras que exploradores españoles procedentes del Río de Oro firmaran tratados de protectorado con los jeques de la región, sin embargo como el reparto hecho en el Tratado de Berlín otorgaba prácticamente todo el Sáhara a Francia, ya en 1900, la zona del Adrar hoy mauritano estaba bajo el área de influencia francesa.

## Galería

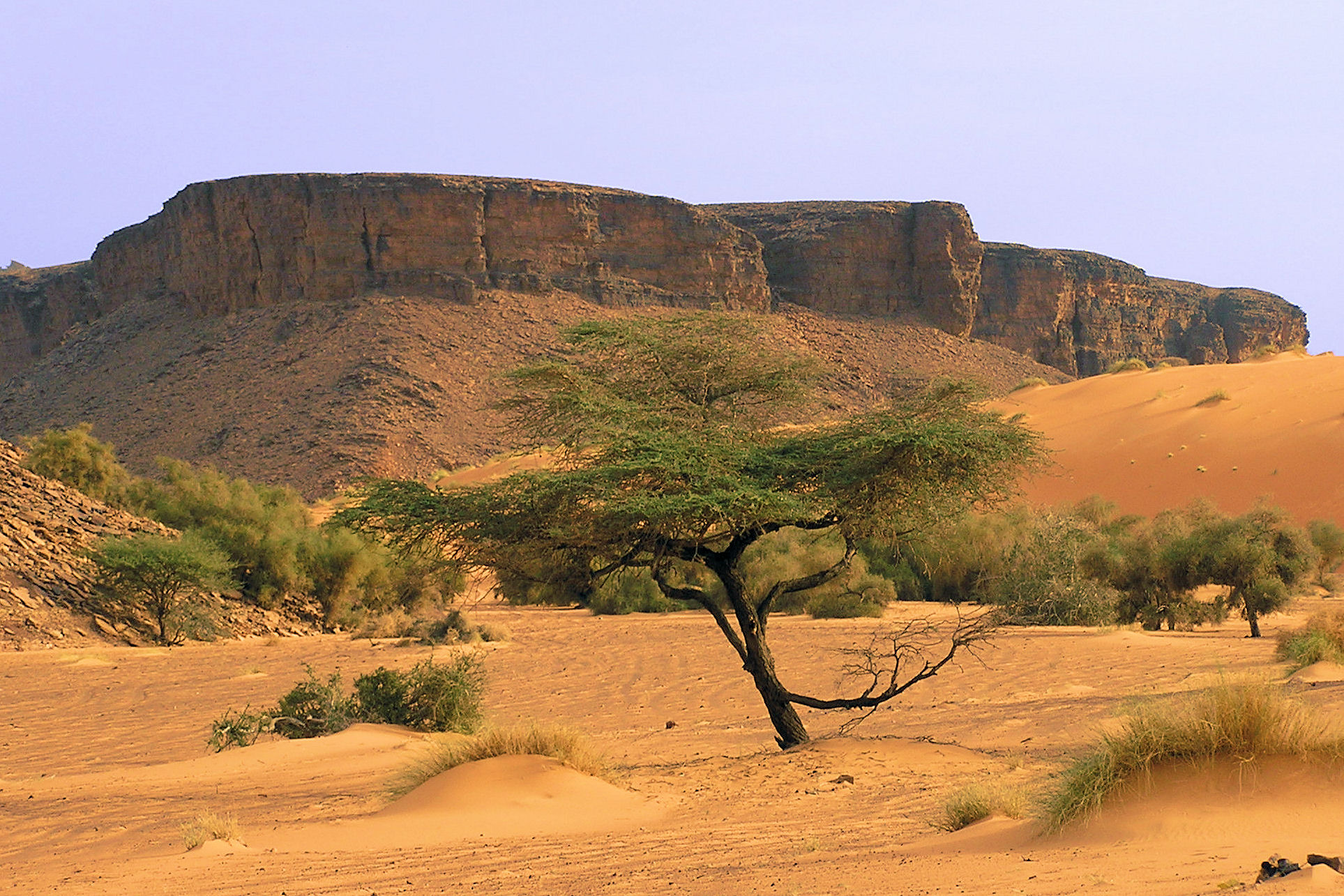
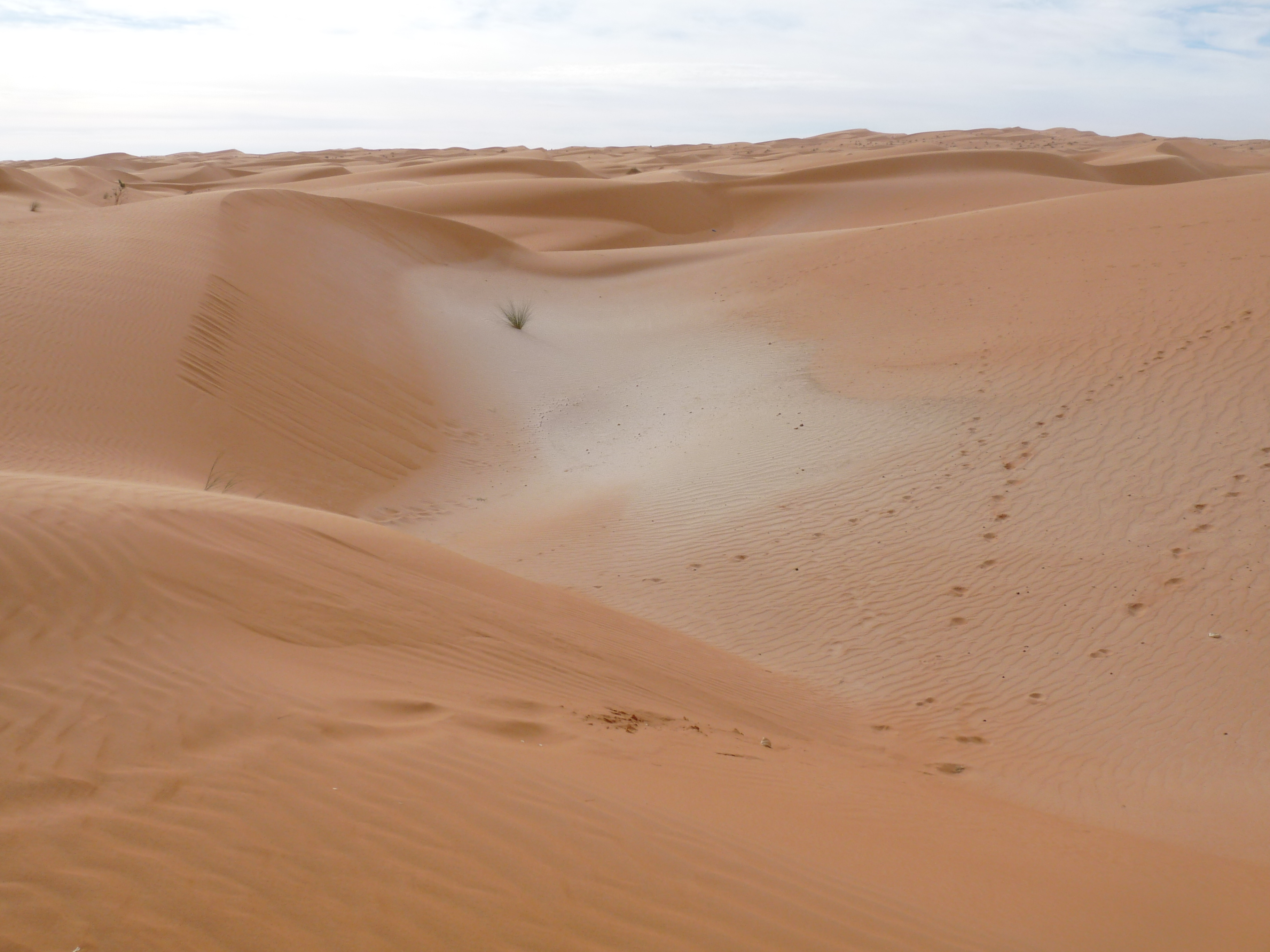
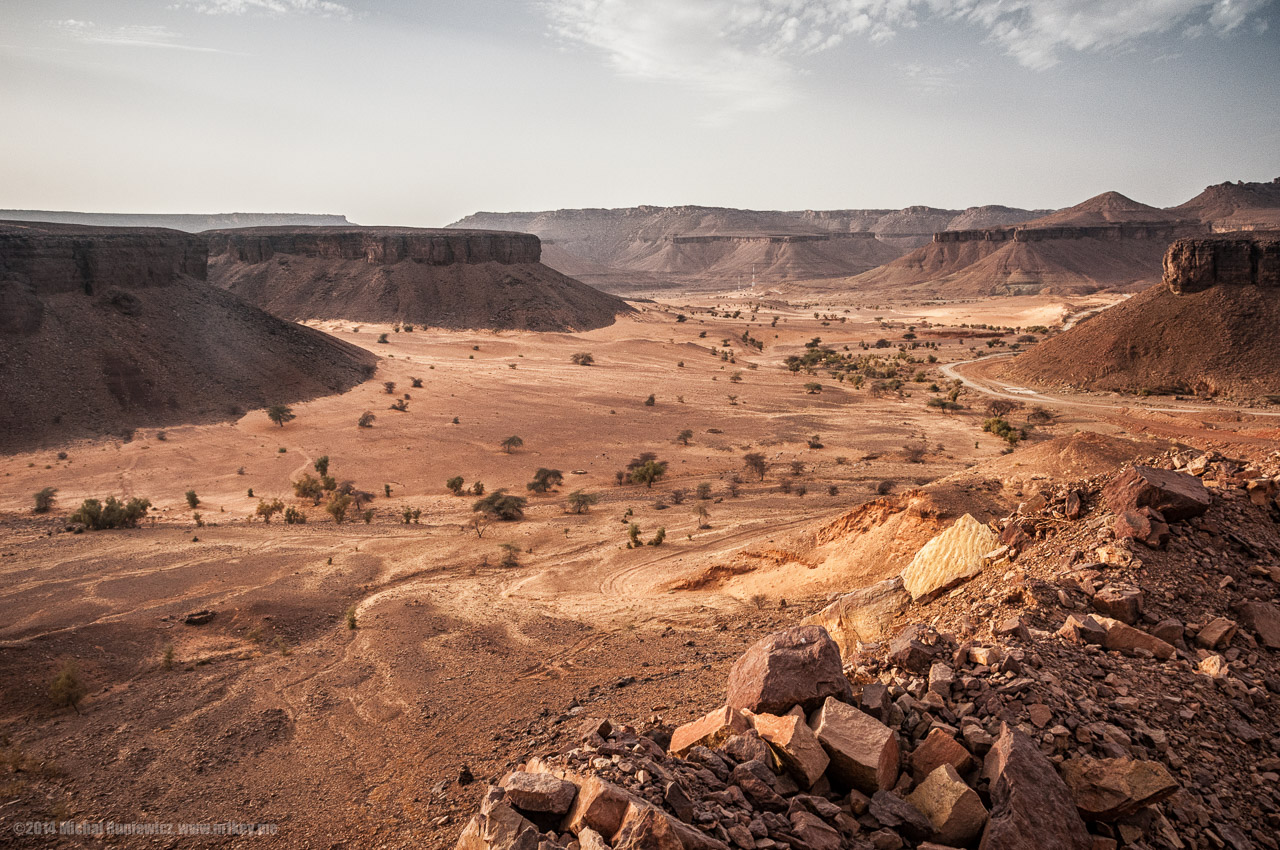
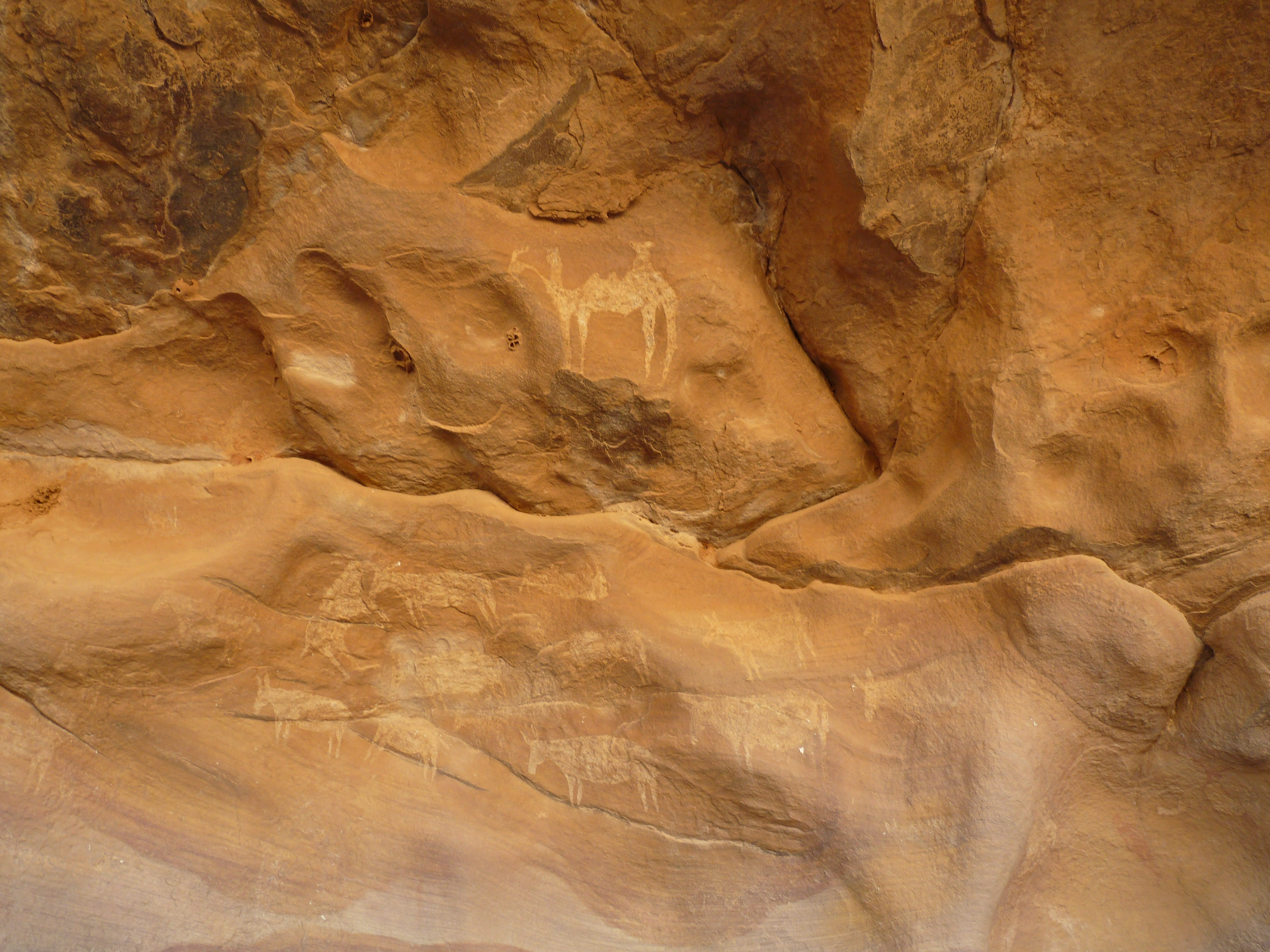